# Titanes de Barranquilla
Titanes de Barranquilla es un club de baloncesto colombiano de la ciudad de Barranquilla, Atlántico. Fundado en 2018 participa en la Liga Colombiana de Baloncesto 2018 siendo esta su primera participación. Su sede para los partidos como local es el Coliseo Elías Chegwin.
Actualmente es el único equipo de baloncesto en Colombia en alzar nueve títulos de liga seguidos.

## Historia
En vista a dificultades económicas y falta de apoyo en su región del equipo Cóndores de Cundinamarca, se prestó la ficha de este a la ciudad de Barranquilla donde encontraron oportunidad de regresar el baloncesto a la ciudad después de 15 años de ausencia siendo Caimanes de Barranquilla el último equipo que representó la ciudad.
Se escogió a Tomás Díaz como entrenador del equipo, medalla de plata con la selección Colombia de Baloncesto en los Juegos Centroamericanos y del Caribe 2018, aunque inicialmente se le daría el nombre de su predecesor "Caimanes de Barranquilla" por temas comerciales se decidió declinar esta opción debido a la similitud en el nombre del equipo de la Liga Colombiana de Béisbol Profesional quien lleva ese mismo nombre.
En su primera participación contó la participación de tres extranjeros,  Michael Sneed,  Xavier Roberson y  Troy Jones, dos jugadores barranquilleros: Jerson Quintana y Moises Parra, y los colombo-venezolanos: Eduardo Torres, José Medina, Hector Díaz y Jesús Medina.
El 3 de octubre de 2018 hizo su debut ante Warriors de San Andrés con victoria 81-76, en un emocionante juego que a falta de 1:34 se encontraba empatado 74-74.
Luego de su clasificación anticipada desde la Conferencia Oriental en el segundo lugar superando a Piratas de Bogotá y Patriotas de Tunjas con solo 4 derrotas en 12 juegos, 3 de estas frente al líder Warriors de San Andrés. Debió enfrentar a Fastbreak del Valle quien era el vigente subcampeón y líder de la Conferencia Occidental, iniciando el duelo en Cali los Titanes sorprendieron a los locales ganando el primer cuarto por 12 puntos de diferencia, sin embargo Fastbreak reaccionaría y al final de tercer cuarto daría vuelta al marcador 61-55 pero finalmente Los Reptiles se llevarían la victoria en el último cuarto con marcador final 77-84. El segundo juego en Cali fue más apretado con marcador al final del tercer cuarto por 79-82 a favor de los visitantes finalizando empatado 97-97 en el último cuarto debió definirse en la prórroga con marcador final 107-114 para la segunda victoria y estar a solo un paso de la final. En Barranquilla se disputó el tercer juego con ventaja para la visita Fastbreak del Valle en la primera mitad 29-44 logrando mantener la ventaja finalizó el juego 78-84 para poner la serie 2-1 y obligar al cuarto juego. El Coliseo Elías Chewing de Barranquilla veía el juego más parejo de la serie el cual a la primera mitad estaba 44-41 a favor de los locales, acortándose las distancias en el tercer cuarto con marcador 64-63, sin embargo los triples fueron fundamentales en el último cuarto para la victoria de Titanes por 88-79 y el paso a la final en su debut con la serie 3-1.

### Debut y título
Programada a cinco juegos el ganador de tres sería el campeón. Iniciando en San Andrés los Warriors tomaron la ventaja en el primer juego. La serie fue igualada por los Titanes en el segundo juego rompiendo el invicto de local que traía el equipo "Isleño". La serie continuó en Barranquilla donde los locales tomaron ventaja en el tercer juego que necesitó dos prórrogas, el cuarto juego inició con una gran ventaja para Titanes de 55-35 al medio tiempo pero en el último cuarto los Warriors fueron más efectivos mientras los locales solo anotaron 12 puntos contra los 33 de la visita para dejar la serie 2-2 tras marcador final de 84-87 alargándose la serie a un quinto juego y trasladándose a San Andrés. Finalmente el último juego lo dominó el local Warriors hasta el tercer cuarto donde sacaron diferencia de 16 puntos, sin embargo Titanes nockeo al local en el último cuarto 9-25 para igualar el juego 70-70 y obligar la prórroga para quedarse con el título en su debut con victoria 74-79 en cinco juegos después de casi 20 años sin título para Barranquilla.

### Suspensión
Tras su novena liga, en el 2024-I. Los problemas económicos del club se hicieron visibles en la antesala del segundo torneo, cuando tomaron la decisión de no participar. Con la promesa de volver para el 2025. En ese año, junto con Búcaros de Bucaramanga, Corsarios de Cartagena y Cafeteros de Armenia. Fueron expulsados por 2 años de la competición por supuestos incumplimientos deportivos y económicos. En realidad, los clubes no son afines a los nuevos dirigentes de la DPB, siendo aislados de asambleas en los tiempos donde hacían parte de la competición.

## Palmarés
- Baloncesto Profesional Colombiano (9): 2018, 2019, 2020, 2021-I, 2021-II, 2022-I, 2022-II, 2023-II, 2024-I.

## Participaciones internacionales
- Liga de las Américas: 2019
- Basketball Champions League Americas: 2021
- Liga Sudamericana de Clubes: 2022, 2023